# Histiophryne cryptacanthus
Histiophryne cryptacanthus är en fiskart som först beskrevs av Weber, 1913.  Histiophryne cryptacanthus ingår i släktet Histiophryne och familjen Antennariidae. Inga underarter finns listade i Catalogue of Life.